# Stazione di Borgo a Mozzano
La stazione di Borgo a Mozzano è una fermata ferroviaria, in passato stazione, posta sulla ferrovia Lucca-Aulla a servizio del comune di Borgo a Mozzano, in provincia di Lucca.

## Storia

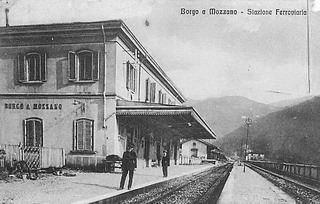
Veduta della stazione di Borgo a Mozzano in una cartolina d'epoca

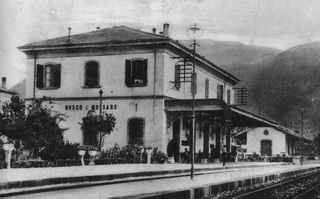
Il fabbricato viaggiatori della stazione

L'impianto venne inaugurato come stazione nel 1902 sul troncone Borgo a Mozzano-Bagni di Lucca. Successivamente la stazione venne declassata a fermata. Nel 2002 la fermata risultava impresenziata insieme ad altri 25 impianti situati sulla linea.

## Strutture e impianti
La fermata è composta da un fabbricato viaggiatori, da un binario servito da banchina e da uno scalo merci. Esso non è più utilizzato e disponeva di un magazzino, di un piano caricatore e di un binario tronco che permetteva l'accesso ai convogli, smantellato.
La fermata è stata in passato una stazione in quanto vi era, oltre allo scalo merci, anche un primo binario. In origine il binario in uso tuttora era il secondo e tra i due binari vi era una banchina intermedia, collegata alla prima tramite un attraversamento a raso. In seguito il primo binario fu smantellato e dalla sua sede ferroviaria è stato ricavato l'unione delle due banchine.

## Movimento
La stazione è servita dalle relazioni regionali Trenitalia svolte nell'ambito del contratto di servizio stipulato con la Regione Toscana denominato anche "Memorario".

## Servizi
La fermata, che RFI classifica di categoria bronze, dispone di:
- Biglietteria a sportello
- Biglietteria automatica
- Sala d'attesa

## Interscambi
La fermata permette i seguenti interscambi:
- Fermata autobus

## Letteratura
La fermata viene citata nel libro Nuovi poemetti e Primi poemetti e Poemetti di Giovanni Pascoli.
Viene citata anche in un libro di Alessandro Placidi, Divise forate, quando Paolo Cortonassi riceve il comando dalla stazione.